# Micha Terjung
Micha Terjung, auch Micha Terjung-Schmidt, (* 9. Februar 1949 als Waltrud Jackes) ist eine deutsche Filmproduzentin und Regisseurin.
Terjung gründete 1988 mit ihrem Mann Gerhard Schmidt die Produktionsfirma Cologne Gemini Film, die im Oktober 2008 von Eyeworks Holding B.V. übernommen wurde. Die Cologne Gemini Film produzierte sowohl Fernsehreihen und Fernsehfilme als auch englischsprachige Kinofilme, unter anderem Boat Trip und Berlin 36. Das Paar stieg Ende 2011 aus dem Unternehmen aus, beide arbeiten jedoch weiterhin mit Warner Bros. International Television Production zusammen.
Micha Terjung produzierte 1993 den Kinofilm Neues Deutschland mit Dani Levy als Regisseur. 1995 führte sie für den WDR Regie bei der Filmdokumentation Zuflucht im Zirkus nach den Recherchen der Journalistin und Autorin Ingeborg Prior über die Geschichte der jüdischen Zirkusfamilie Lorch-Bento, die mit der Hilfe von Adolf Althoff in dessen Zirkus in Österreich den Holocaust überlebte. Der Film wurde im Mai '96 im ARD-Fernsehen ausgestrahlt. Für einen abendfüllenden TV-Spielfilm führte sie erstmals 1999 Regie: Das Amt in Berlin mit Jochen Busse in der Hauptrolle war eine Folge der Comedy-Fernsehserie Das Amt. Neben weiteren Fernsehfilmen und 27 Folgen der TV-Serie Wilsberg hat Terjung 19 Episoden der ZDF-Krimireihe Marie Brand produziert.

## Filmografie (Auswahl)
- 1993: Neues Deutschland, Spielfilm  (Produktion)
- 1996: Zuflucht im Zirkus, Dokumentarfilm, WDR (Regie)
- 1999: Das Amt in Berlin, (Regie)
- 2002–2012: Wilsberg (Fernsehserie)
- 2006: König Otto
- 2006: Nicht ohne meine Schwiegereltern
- 2007: Meine böse Freundin
- 2007: Ein unverbesserlicher Dickkopf
- seit 2008: Marie Brand (Fernsehserie)
- 2008: Alter vor Schönheit
- 2008: Ihr könnt euch niemals sicher sein
- 2009: Der Stinkstiefel
- 2010: Glückstreffer – Anne und der Boxer
- 2022: Klara Sonntag – Liebe macht blind